# Moubray-Gletscher
Der Moubray-Gletscher ist ein Gletscher an der Borchgrevink-Küste des ostantarktischen Viktorialands. Er fließt vom Adare Saddle zwischen den Admiralitätsbergen und der Adare-Halbinsel steil zur Moubray Bay. Durch ihn wird der Moubray-Piedmont-Gletscher gespeist.
Teilnehmer der New Zealand Geological Survey Antarctic Expedition (1957–1958) benannten ihn wegen seiner Nähe zur gleichnamigen Bucht nach George Henry Moubray (1810–1887), diensthabender Verwalter auf dem Forschungsschiff Terror bei der Antarktisexpedition (1839–1843) unter James Clark Ross.